# Ochodaeidae
Famille
Les Ochodaeidae sont une famille d'insectes coléoptères.

## Description
Les espèces de cette famille mesurent entre 3 et 10 mm de long.

## Liste des sous-familles, tribus et genres
Selon BioLib (23 mars 2021) :
- sous-famille Chaetocanthinae Scholtz in Scholtz, D'Hotman, Evans & Nel, 1988
  - tribu Chaetocanthini Scholtz in Scholtz, D'Hotman, Evans & Nel, 1988
    - genre Chaetocanthus Péringuey, 1901
    - genre Namibiotalpa Scholtz & Evans, 1987
    - genre † Mioochodaeus Nikolajev, 1995

  - tribu Pseudochodaeini Scholtz, 1988
    - genre Pseudochodaeus Carlson & Richter, 1974

  - tribu Synochodaeini Scholtz, 1988
    - genre Synochodaeus Kolbe, 1907
- sous-famille † Cretochodaeinae Nikolajev, 1995
  - genre †Cretochodaeus Nikolajev, 1995
- sous-famille Ochodaeinae Mulsant & Rey, 1871
  - tribu Enodognathini Scholtz, 1988
    - genre Enodognathus Benderitter, 1921
    - genre Odontochodaeus Paulian, 1976

  - tribu Nothochodaeini Nikolajev, 2015
    - genre Ceratochodaeus Huchet, 2017
    - genre Nothochodaeus Nikolajev, 2005

  - tribu Ochodaeini Mulsant & Rey, 1871
    - genre Codocera Eschscholtz, 1818
    - genre Cucochodaeus Paulsen, 2007
    - genre Mimochodaeus Nikolajev, 2009
    - genre Neochodaeus Nikolayev, 1995
    - genre Ochodaeus Dejean, 1821
    - genre Parochodaeus Nikolajev, 1995
    - genre Xenochodaeus Paulsen, 2007